# Bouygues Immobilier
Bouygues Immobilier – spółka deweloperska grupy Bouygues. Bouygues Immobilier realizuje projekty mieszkaniowe we Francji oraz w innych krajach europejskich (Hiszpania, Belgia, Portugalia, Polska).
Bouygues Immobilier należy w 100% do Grupy Bouygues.

## Historia
- 1956: Firma Francis Bouygues utworzyła spółkę Stim (Société de Technique Immobiliaire [Spółka Techniki Nieruchomości]), która zajęła się działalnością deweloperską.
- 1974: Stworzenie spółki France Cottage, która wkrótce zmieniła nazwę na France Construction. Realizowała programy budowy domów jednorodzinnych w małych osiedlach na przedmieściach Paryża.
- 1979: Spółka Maison Bouygues wykupiła spółkę Bâtir, działającą głównie na północy Francji. Specjalizowała się w budowie domów jednorodzinnych.
- 1985: Stim, Bâtir i France Construction stały się filiami nowego holdingu – Bouygues Immobilier.
- 1999: Stim, Bâtir i France Construction połączyły się. Od tej pory prowadzą swoją działalność pod jedną nazwą: Bouygues Immobilier
- 2019: Pascal Minault został prezesem Bouygues Immobilier

## Działalności
- nieruchomości komercyjne
- nieruchomości mieszkalne (budynki jedno- i wielorodzinne)
- luksusowe projekty
- budowa infrastruktury handlowej i hotelarskiej
- szerokie projekty zagospodarowania przestrzeni

## Działalność w Polsce
Polską spółką zależną Bouygues Immobilier jest Bouygues Immobilier Polska.
Bouygues Immobilier Polska została zarejestrowana w czerwcu 2001 r. W całości należy do Bouygues Immobilier.
Bouygues Immobilier Polska jest członkiem Polskiego Związku Firm Deweloperskich. W 2004 r. otrzymała Certyfikat Systemu jakości ISO 9001:2001. Główną działalnością przedsiębiorstwa jest realizacja projektów kompleksów mieszkaniowych, budynków biurowych oraz lokali komercyjnych. Działalność firmy obejmuje budowę i sprzedaż mieszkań na terenie Warszawy, Wrocławia, Poznania, Krakowa i Trójmiasta. Do tej pory oddała do użytku 45 projektów mieszkaniowych, a kolejne 12 jest w budowie. Do końca 2019 roku było to ponad 6170 mieszkań i domów. W 2004 roku Polskie Centrum Badań i Certyfikacji S.A. przyznało BIP Certyfikat Jakości ISO za najwyższą jakość oferowanych usług. W 2013 roku Bouygues Immobilier Polska oddała do użytku swój pierwszy kompleks biurowy – warszawskie Miasteczko Orange. Realizacji tej przyznano ocenę „Excellent” międzynarodowego systemu certyfikacji BREEAM. W 2015 roku, Accent Vert i Accent Eco, jako pierwsze inwestycje mieszkaniowe poza Francją, uzyskały certyfikat budownictwa wysokiej jakości przyjaznego środowisku – HQE (Haute Qualité Environnementa). Projekt Accent Eco otrzymał ponadto w 2017 roku nagrodę PLGBC Green Building Award w konkursie organizowanym przez Polskie Stowarzyszenie Budownictwa, w kategorii „Najlepszy zrealizowany budynek ekologiczny precertyfikowany”. Od 2016 roku, w wybranych inwestycjach, budowane przez Bouygues Immobilier Polska mieszkania wyposażone są w Inteligentne Systemy Mieszkaniowe – rozwiązania, które pozwalają w wygodny i praktyczny sposób kontrolować własne mieszkanie za pomocą smartfona.